# Passiflora xishuangbannaensis
Passiflora xishuangbannaensis är en passionsblomsväxtart som beskrevs av Krosnick. Passiflora xishuangbannaensis ingår i släktet passionsblommor, och familjen passionsblomsväxter. Inga underarter finns listade i Catalogue of Life.

## Bildgalleri

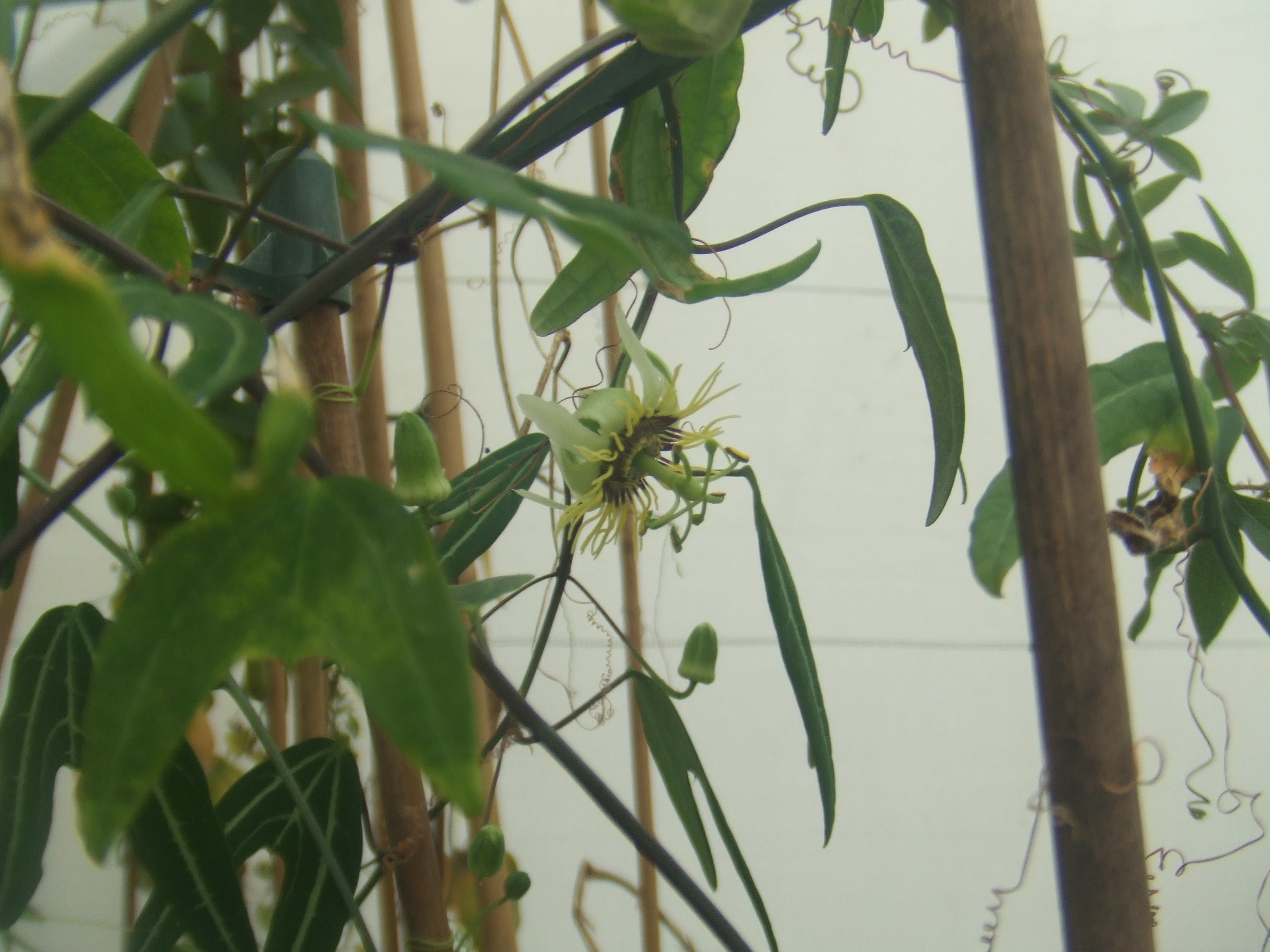